# Barbe-Therese Marchand
Barbe-Therese Marchand, född Lefèbure, död efter 1792, känd bara som Madame Marchand, var en fransk journalist och tidningsredaktör.  Hon var redaktör för Affiches d'Artois (1788-1792) mellan 1789 och 1792. 
Hon blev 22 december 1789 redaktör av Affiches d'Artois (1788-1792), som hade grundats året innan av Etienne-Géry Lenglet. Tidningen trycktes först av tryckpressägaren Cecile Nicolas till, men 1790 tog Marchand över även denna funktion. Hon drev tidningen i samarbete med advokaten Denis och deputeranden Duquesnoy: de var alla tre medlemmar av Arras-akademien (L'Académie d'Arras). 
Affiches d'Artois blev under Marchands redaktörskap känt som ett antijakobinskt organ, och i tidningen uttrycktes sympati för de edsvägrande prästerskapet och de landsflyktiga aristokraterna. Hon kände personligen Maximilien Robespierre och Charlotte Robespierre, som också kom från Arras: Marchand och syskonen Robespierre hamnade i konflikt med varandra av politiska orsaker, något som beskrivs i bland annat Charlotte Robespierres memoarer, och Marchand gjorde ironiska porträtt av dem i sin tidning. Hennes tidning gick även i polemik med det lokala organet för jakobinerna, Société des Amis de la Constitution d'Arras.
Den 10 augusti 1792, vid tiden för det jakobinska maktövertagandet, upphörde tidningen då Marchand flydde: hon uppges ha begett sig till Tournai, och sattes upp på emigrantlistan över olagliga politiska flyktingar. 